# Homberg (Reinach)
Der Homberg mit einer Höhe von 787 m ü. M. ist eine Erhebung nördlich von Reinach AG zwischen dem Wynental und dem Seetal im Schweizer Kanton Aargau.

## Beschreibung

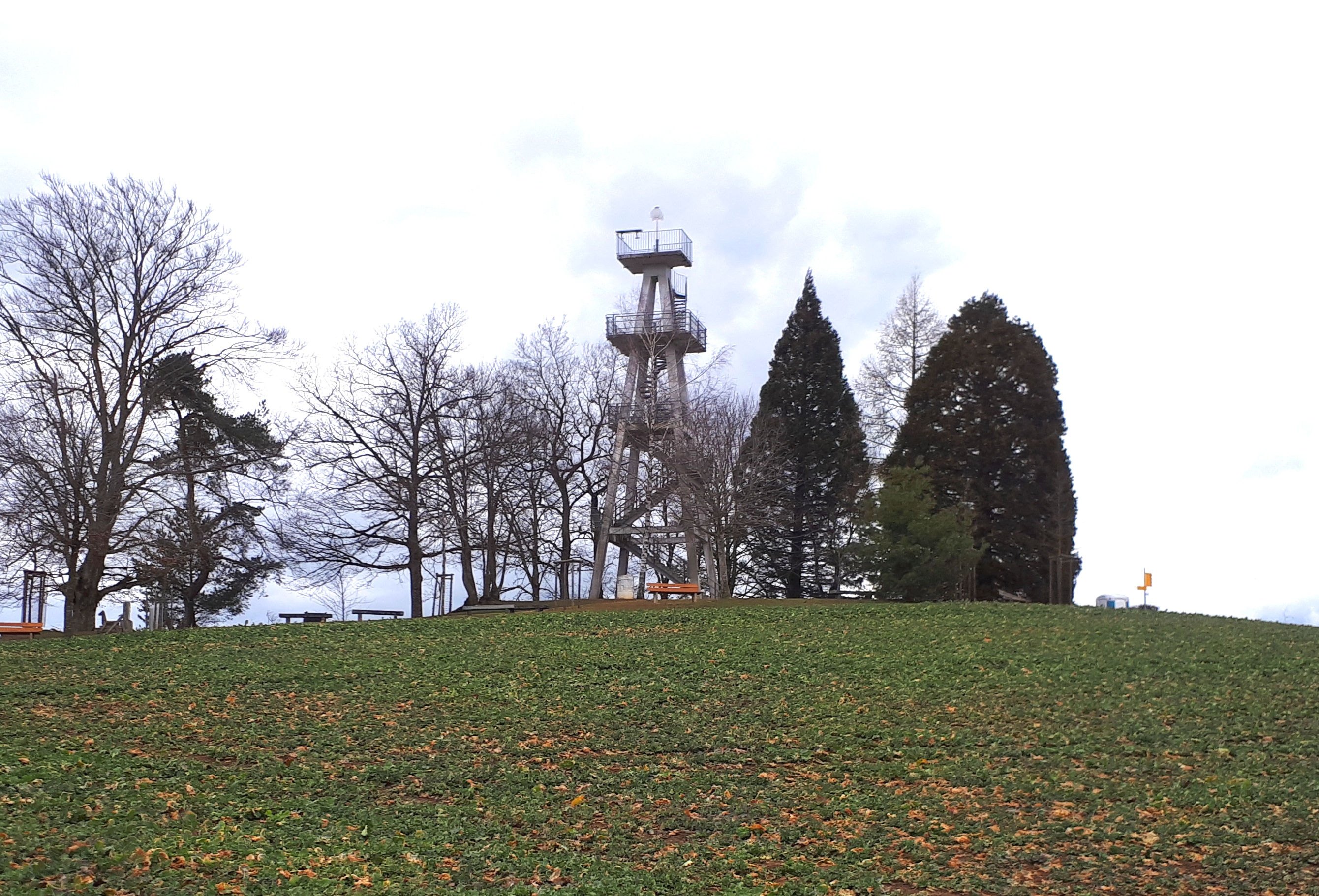
Hochwacht mit Aussichtsturm

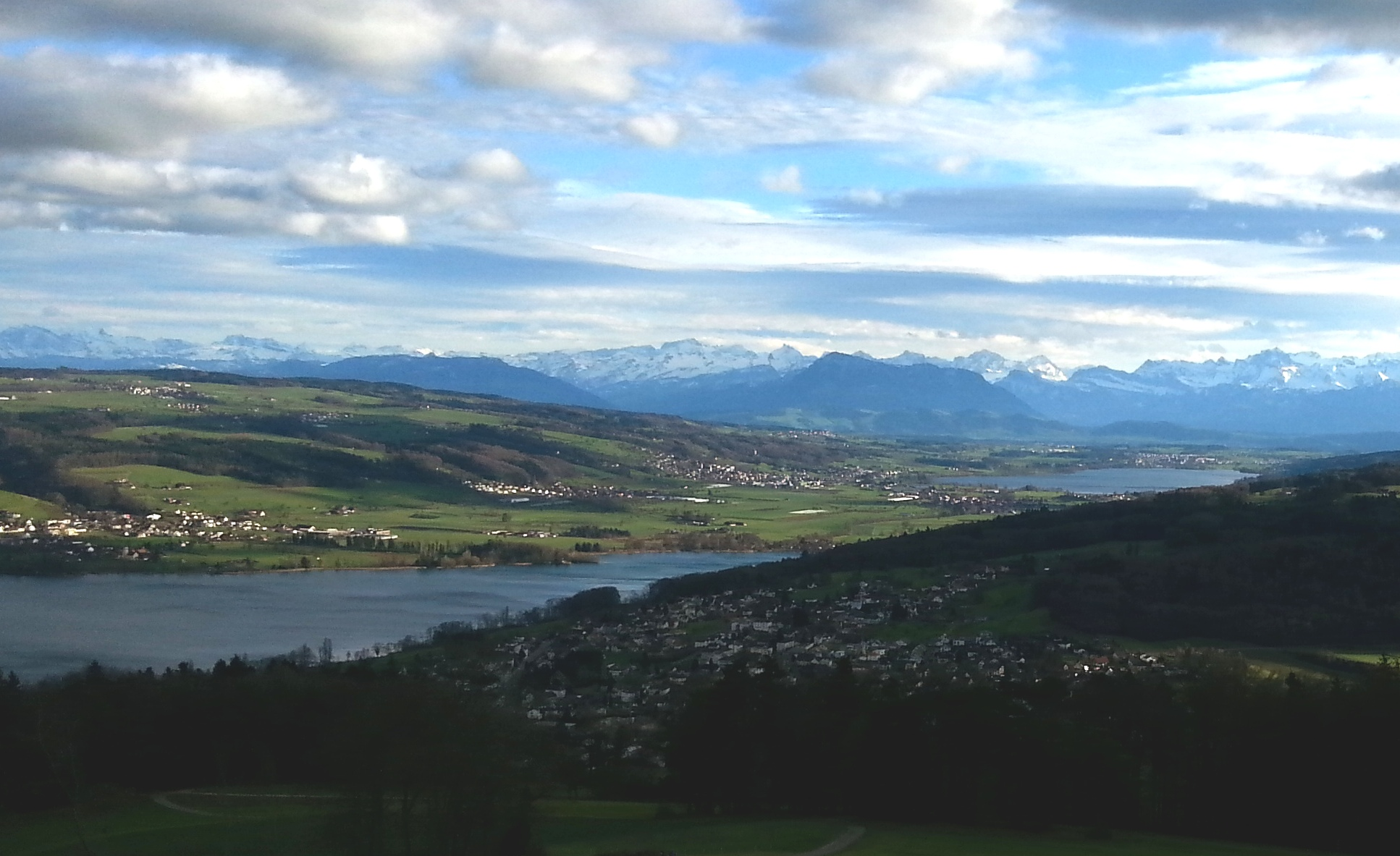
Blick vom Hombergturm auf Beinwil, Hallwiler- und Baldeggersee sowie Zentralschweizer/Glarner Alpen

Auf der kleinen Hochebene befinden sich ein Restaurant und auf der etwas südlich vorgelagerten Hochwacht (788 m) ein Aussichtsturm, der Hombergturm. Die Sicht reicht zum Hallwilersee und zum Baldeggersee, nach Süden in die Alpen und nach Westen in den Jura, darum wird der Homberg auch Aargauer Rigi genannt.
Beim Hombergturm steht ein Messpfeiler, der als Fixpunkt für die Landesvermessung der Eidgenössischen Landestopografie dient.

## Erreichbarkeit
Der Homberg ist von Reinach, Beinwil und Birrwil über eine Autostrasse bequem erreichbar. Für Fussgänger führen von allen Seiten gut markierte Wanderwege auf den Berg. Ein vom Seetal aus geplanter Ausflug auf den Homberg lässt sich mit einer Schifffahrt auf dem Hallwilersee verbinden.
Über den Homberg verlaufen der Aargauer Aussichtsweg, welcher von Schöftland nach Beinwil führt, sowie der Höhenweg aargauSüd.

## Varia
Zwischen 1884 und 1962 existierte eine Zeitung namens Echo vom Homberg. Sie wurde in Reinach verlegt.